# Ранну (волость)
Ранну (эст. Rannu) — бывшая волость в Эстонии, в составе уезда Тартумаа, расположена на восточном берегу озера Выртсъярв.

## Положение
Площадь волости — 158,1 км², вместе с частью озера Выртсъярв 243,7 км², численность населения на 1 января 2010 года составляла 1745 человек.
Административным центром волости была деревня Валлапалу. Помимо этого на территории волости находилось ещё два посёлка — Курекюла и Ранну, а также 16 деревень.